# Michael Buselmeier

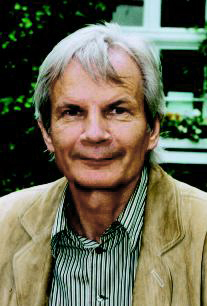
Michael Buselmeier (2007)

Michael Buselmeier (* 25. Oktober 1938 in Berlin) ist ein deutscher Autor, Schriftsteller und Lyriker. Er lebt als freier Schriftsteller in Heidelberg.

## Leben und Werk
Michael Buselmeier ist in Heidelberg aufgewachsen. Er besuchte das Heidelberger Kurfürst-Friedrich-Gymnasium bis zum Abitur 1959 und absolvierte eine Ausbildung zum Schauspieler. Buselmeier wurde Regieassistent u. a. bei Hansgünther Heyme in Wiesbaden und bei den Freiluft-Festspielen in Wunsiedel. Anschließend studierte er Germanistik und Kunstgeschichte an der Universität Heidelberg und schloss sein Studium mit dem Grad eines Magister ab. Von 1972 bis 1976 hatte er Lehraufträge an verschiedenen Hochschulen für Medientheorie und Literaturwissenschaft. Buselmeier war ein Mitbegründer der Heidelberger Stadtzeitung Communale (1983–1988).
Sein Buch Amsterdam. Leidseplein verglich Matthias Biskupek mit Rolf Dieter Brinkmanns Materialienband Rom. Blicke und lobte es als „Protokoll eines Überehrlichen, der […] keine Lust [hat], sich politisch korrekt zu verhalten.“
Buselmeier bezeichnet sich als damaligen „Sponti-Häuptling von Heidelberg“ und als „Renegaten“.
Sein Haus-Verlag Das Wunderhorn wurde nach seinem Vorschlag benannt, nämlich nach Brentanos und Arnims Liedersammlung „Des Knaben Wunderhorn“. Während der Heidelberger Romantik hatten die beiden Schriftsteller diese Sammlung an Volksliedern zusammengestellt. Seit 1988 bietet Michael Buselmeier geistesgeschichtlich orientierte und literarisch bewanderte Führungen durch seine Heimatstadt Heidelberg an, ab 1999 gemeinsam mit dem früheren Kulturamtsleiter Hans-Martin Mumm. Buselmeier wird von mehreren Seiten eine besonders innige Verbindung zu Heidelberg zugesprochen, die umgekehrt auch immer wieder zu angriffslustigen Verteidigungen gegen zeitgenössische Vereinnahmungen der Stadt führt.
Michael Buselmeier ist seit den 1970er-Jahren mit der promovierten Germanistin und Publizistin Karin Buselmeier (1941–2024) verheiratet, sie haben mehrere Kinder und Enkelkinder.
Politische Gesellschaftskritik, möglichst ausgedehnte Wanderungen, das eigene Schreiben und die literarische Tradition Heidelbergs sind die Säulen, die ihm bis ins hohe Alter wichtig sind. In einer autobiographischen Bilanz anlässlich seines 80.  Geburtstags schreibt er: „du darfst nicht aufstecken, (...) du mußt weiter Gedichte schreiben und die Erde umgraben, weiter wandern und die Mächtigen provozieren, weiter Heidelbergs geistige Tradition hochhalten.“

## Veröffentlichungen

### Als Autor
- Nichts soll sich ändern. Gedichte. Wunderhorn, Heidelberg 1978
- Die Rückkehr der Schwäne. Neue Gedichte. Wunderhorn, Heidelberg 1980
- Der Untergang von Heidelberg. Suhrkamp, Frankfurt 1981; Neuauflage: Wunderhorn, Heidelberg 2013, ISBN 978-3-88423-442-6
- Radfahrt gegen Ende des Winters. Gedichte. Suhrkamp, Frankfurt 1982
- Monologe über das Glück. Kleine Prosa. Rigodon, Essen 1984
- Mythos Heidelberg. In: Karin Buselmeier (Hrsg.), Auch eine Geschichte der Universität Heidelberg, Edition Quadrat, Mannheim 1985, S. 491–500, Inhaltsverzeichnis.
- Auf, auf Lenau! Gedichte. Rigodon, Essen 1986
- Schoppe. Ein Landroman. Wunderhorn, Heidelberg 1989, ISBN 978-3-88423-059-6.
- Literarische Führungen durch Heidelberg. Eine Kulturgeschichte im Gehen. Wunderhorn, Heidelberg 1991
- Erdunter. Gedichte. Wunderhorn, Heidelberg 1992
- Spruchkammer. Erzählungen. Wunderhorn, Heidelberg 1994
- Literarische Führungen durch Heidelberg. Eine Stadtgeschichte im Gehen. Wunderhorn, Heidelberg 1996; 2007; 2016 (erweiterte Auflagen), ISBN 978-3-88423-545-4, Inhaltsverzeichnis.
- Ich rühm dich Heidelberg. Poem in sechs Gesängen. Wunderhorn, Heidelberg 1996, ISBN 978-3-88423-109-8.
- Zwischen Professorenkreisen und literarischen Cafés. Der Literat Kurt Wildhagen. In: Kurt Wildhagen 1871–1949. Der Weise von Heidelberg. Hrsg. für das Kurpfälzische Museum Heidelberg von Roland Krischke und Frieder Hepp. HVA, Heidelberg 1997, ISBN 978-3-8253-7110-4, S. 11–17, Inhaltsverzeichnis, Ausstellungsband.
- Bormanns Silberlöffel. Frankfurt 1998
- Ode an die Sportler. Gedichte. Wunderhorn, Heidelberg 1998
- Eine Reise nach W. M. Max, Weimar (zusammen mit Ina Barfuss)
  - Buch 1. 1998
  - Buch 2. Mehr Licht. 1999
- Die Hunde von Plovdiv. Bulgarisches Tagebuch (1997). Wunderhorn, Heidelberg 1999 und 2005, ISBN 978-3-88423-150-0, (Bulgarisch: Kučetata na Plovdiv. Pigmalion, Plovdiv 1998.)
- Erlebte Geschichte erzählt.
  - 1. 1994 – 1997. Michael Buselmeier im Gespräch mit Raymond Klibansky, Hans Bender, Hermann Lenz, Hilde Domin, Marie Marcks (u. a.). Wunderhorn, Heidelberg 2000, ISBN 978-3-88423-175-3.
  - 2. 1998 – 2000. Michael Buselmeier im Gespräch mit Hans-Georg Gadamer, Rolf Rendtorff, Helm Stierlin, Jobst Wellensiek,[18] Reinhold Zundel (u. a.). Wunderhorn, Heidelberg 2003, ISBN 978-3-88423-203-3.
  - 3. 2000 – 2004. Michael Buselmeier im Gespräch mit Heinrich Schipperges, Hermann W. Lehmann,[19] M. Rainer Lepsius, Harry Pross (u. a.). Wunderhorn, Heidelberg 2008, ISBN 978-3-88423-311-5, Inhaltsverzeichnis.
  - 4. 2005 – 2010. Michael Buselmeier im Gespräch mit Jan Assmann, Klaus von Beyme, Wilhelm Genazino, Roland Ernst (u. a.). Wunderhorn, Heidelberg 2011, ISBN 978-3-88423-369-6, Inhaltsverzeichnis.
- Mein südliches Afrika. In: Lettre International 49, Sommer 2000.
- Amsterdam. Leidseplein. Wunderhorn, Heidelberg 2003.
- Lichtaxt. Gedichte. Wunderhorn, Heidelberg 2006.
- Der Knabe singts im Wunderhorn – Romantik heute. Wunderhorn, Heidelberg 2006, ISBN 978-3-88423-256-9.
- Wunsiedel. Theaterroman. Wunderhorn, Heidelberg 2011, ISBN 978-3-88423-362-7.[20]
- Wildes Nigeria. Feldforschung und Abenteuer – Ansichtskarten aus einem harten Land. In: Lettre International 76, Frühjahr 2007.
- Tage in Ägypten. Eine Reise von Kairo über Assuan und Abu Simbel ans Rote Meer. In: Lettre International 85, Sommer 2009.
- Dante deutsch. Gedichte. Wunderhorn, Heidelberg 2012, ISBN 978-3-88423-403-7, (Besprechung: [21]).
- Ende des Vogelgesangs. Eine Kindheit. Morio, Heidelberg 2015, ISBN 978-3-945424-14-8.
- Mittelalter contra Renaissance. Richard Benz und die Liebe zur nationalen Kultur. Edition Literaturhaus Heidelberg, ISBN 978-3-921249-99-4, (Besprechung: [10]).
- Elisabeth – Ein Abschied. Morio Verlag, Halle 2021. 200 Seiten, ISBN 978-3-945424-86-5. (ein Buch über eine Alzheimer-Erkrankung, die seiner Ehefrau über 12 Jahre)

### Als Herausgeber
- Das glückliche Bewusstsein. Anleitungen zur materialistischen Medienkritik. Luchterhand, Darmstadt 1974
- Operativität bei Alexander Kluge. Arbeitskreis Linker Germanisten, Heidelberg 1975
- mit Martin Grzimek: Neue deutsche Lyrik. Beiträge zu Born, Brinkmann, Krechel, Theobaldy, Zahl u. a. Arbeitskreis Linker Germanisten, Heidelberg 1977
- mit Emmanuel Bohn: Heidelberger Reportagen. Heidelberg 1984
- Heidelberg-Lesebuch. Stadt-Bilder von 1800 bis heute. Insel, Frankfurt 1986
- mit Michael Braun und Christoph Buchwald: Jahrbuch der Lyrik. München 1996
- mit Ralph Schock: Seit ein Gespräch wir sind. Ein Buch über Arnfrid Astel. Gollenstein, Blieskastel 2003
- Erinnerungen an Wolfgang Hilbig. Wunderhorn, Heidelberg 2008
- »die aprikosenbäume gibt es«. Zum Gedenken an Inger Christensen. Wunderhorn, Heidelberg 2010, ISBN 978-3-88423-351-1.
- mit Michael Braun: Der gelbe Akrobat, (50 deutsche Gedichte der Gegenwart, kommentiert).
Band 1. poetenladen Verlag 2011, ISBN 978-3-940691-29-3;
Band 2. poetenladen Verlag 2016, ISBN 978-3-940691-73-6;
Band 3. poetenladen Verlag 2019, ISBN 978-3-940691-99-6, Inhaltsangaben: [22].

### Als Übersetzer
- Terje Johanssen, aus dem Norwegischen: Die ertrunkene Stadt. Das Wunderhorn, Heidelberg 1998

## Auszeichnungen
- 1993: Stipendium Künstlerhaus Edenkoben
- 1995: Thaddäus-Troll-Preis und Martha-Saalfeld-Förderpreis
- 2000: Pfalzpreis für Literatur
- 2003: Richard-Benz-Medaille für Kunst und Wissenschaft der Stadt Heidelberg.
- 2010: Ben-Witter-Preis (Jury-Begründung: „Tiefenscharfe Erkundungen deutscher Gemütszustände“)[23]
- 2011: Der Theater-Roman Wunsiedel wurde für den Deutschen Buchpreis („Shortlist“) 2011 nominiert.[24]
- 2014: Gustav-Regler-Preis[25] der Kreisstadt Merzig[26] für sein Gesamtwerk.[27]